# علی مخصوص
علی مخصوص معروف به کاتب‌الخاقان دوم از خوشنویسان صاحب‌نام سده گذشته در مشهد و تهران است که در سال ۱۳۳۷ ه‍. ق در تهران بدرود حیات گفت و در قبرستان نو قم  به خاک سپرده شد.
او فرزند محمد حسین تهرانی یا «میرزا حسین‌خان مستوفی» از خوشنویسان دوره قاجار در تهران بود که با لقب «کاتب الخاقان» که بعدها به «کاتب السلطان» شهرت یافت در دربار محمد شاه قاجار و ناصرالدین شاه فعالیت می‌کرد.